# 諾伊施塔特湖

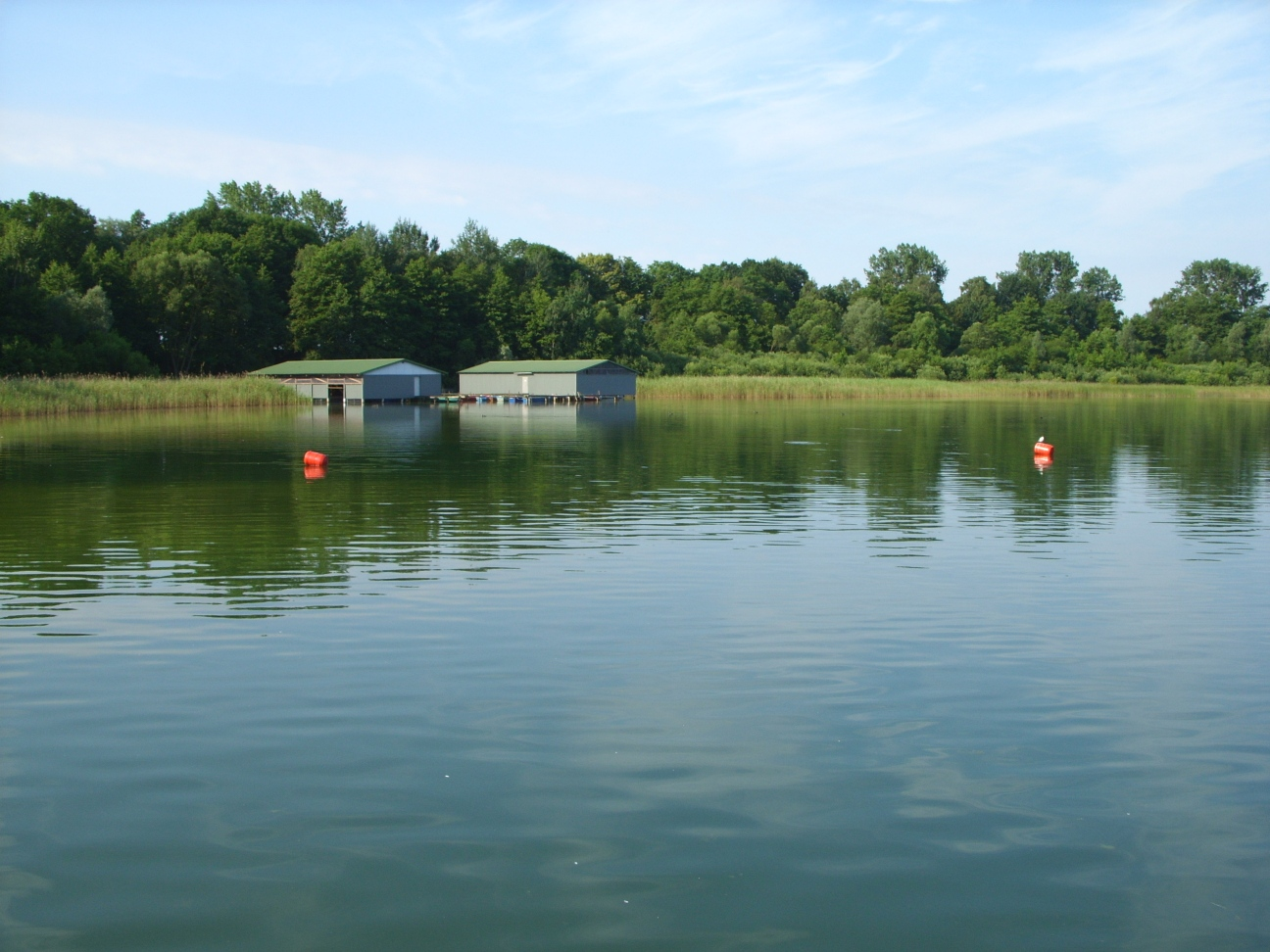

53°23′40″N 11°34′1″E / 53.39444°N 11.56694°E
諾伊施塔特湖（德語：Neustädter See），是德國的湖泊，位於該國東北部梅克倫堡-前波美拉尼亞州，由路德維希斯盧斯特-帕爾希姆縣負責管轄，長1.1公里、寬0.8公里，面積1.3平方公里，海拔高度33米，平均水深6.9米，最大水深31米，水體容量895萬立方米，湖岸線長度5公里。